# Charles Rumback
Charles Rumback (* 25. März 1980) ist ein US-amerikanischer Jazz- und Improvisationsmusiker (Schlagzeug, Komposition), der sich auch im Genre des Experimental Folk betätigt. Peter Margasak (Chicago Reader) bezeichnet ihn als einen der vielseitigsten Schlagzeuger Chicagos, der sich als Musiker „mühelos zwischen den Communities von Jazz, freier Improvisation, Rock und Folk“ bewege.

## Leben und Wirken
Rumback, der aus Kansas stammt, kam 2001 nach Chicago, wo er mit Musikern wie Ron Miles, Jeff Parker, Charles Gorczynski, Nina Nastasia, Tony Malaby und Bill MacKay spielte. Außerdem gehörte er den Formationen Colorlist, Leaf Bird, Who Cares How Long You Sink und Stirrup (u. a. mit Fred Lonberg-Holm) an. Erste Aufnahmen entstanden 2005 mit Jason Steele (Some Wonderful Moment, u. a. mit Ron Miles und Matt Ulery). Ende des Jahrzehnts spielte er mit Greg Ward, Joshua Sclar, Jason Ajemian sein Debütalbum Two Kinds of Art Thieves (Clean Feed Records) ein. 2015 folgte die Produktion In the New Year, 2016 arbeitete er mit den Sänger/Gitarristen Ryley Walker (Cannots). 2016 legten Rumback und Bassist John Tate das Duoalbum Daylight Savings vor, in dem sie neben Eigenkompositionen einen Standard (Andrew Hills „Erato“) und eine Version von Messiaens O sacrum convivium eingespielt hatten. 2017 erschien das Piano-Trio-Album Threes, das Rumback mit Jim Baker und John Tate aufgenommen hatte.  2018 arbeitete er mit einem eigenen Quartett, bestehend aus Macie Stewart (Geige), Greg Ward (Altsaxophon) und Jim Baker (Piano/electronics). 2020 legte Rumback – wiederum mit Baker und Tate – das Album June Holiday vor, das Peter Margasak im Down Beat lobte; der Bandleader baue „häufig ein exquisites Gefühl der Spannung auf und stelle die Gelassenheit der Oberfläche gegen polternde Beklommenheit.“ 2021 legte er das Album Seven Bridges  vor.

## Diskographische Hinweise
- Two Kinds of Art Thieves (Clean Feed, 2009), mit Greg Ward, Jason Ajemian, Joshua Sclar
- Charles Rumback / Ryley Walker: Cannots (Dead Oceans Records, 2013)
- In the New Year (2015), mit John Tate, Caroline Davis, Jason Stein, Jeff Parker[7]
- Charles Rumback/John Tate: Daylight Savings (Ears & Eyes, 2016)
- Threes (Ears & Eyes, 2017, mit Jim Baker, John Tate)[4]
- Nick Macri, Fred Lonberg-Holm, Charles Rumback:  Stirrup (Clean Feed, 2018)
- Charles Rumback & Ryley Walker: Little Common Twist  (2019)
- Cadillac Turns (Astral Spirits, 2019)
- June Holiday (Astral Spirits, 2020)
- Stirrup+6: The Avondale Addition  (2020)
- Stirrup: Picks Up the Thread (2023), mit Nick Macri, Fred Lonberg-Holm